# Antoine Beaussant
Pour les articles homonymes, voir Beaussant.
Antoine Beaussant, né le 6 septembre 1957 à Paris, est un entrepreneur français. Il est depuis le 1er janvier 2015 le président de Peugeot Saveurs, dont Établissements Peugeot Frères, holding de la famille Peugeot, a repris le contrôle en 2014.

## Biographie
Antoine Beaussant est le fils de l'académicien Philippe Beaussant. Il est diplômé de l’EDHEC (École de Hautes Études Commerciales du Nord) à Lille et du European Marketing Program de l’Insead (Institut Européen d'Administration des Affaires).[réf. nécessaire]
Il commence sa carrière professionnelle dans le domaine des nouvelles technologies et des médias comme directeur multimédia du Journal Le Monde, puis du Groupe Amaury, éditeur du journal Le Parisien et L'Équipe.
Pionnier de l’Internet en France, il est créateur, P-DG et actionnaire de plusieurs start-up, de 1994 à 2002. Il fonde en 1999 Nart, le premier site de vente aux enchères en ligne d’œuvres d’art, qui rachète L’Œil et Le Journal des Arts pour étoffer sa prochaine introduction en Bourse. Mais, il reporte deux fois cette introduction et ne peut réunir les fonds nécessaires. Nart est déclaré en cessation de paiement le 14 septembre 2001. Le Journal des Arts et L’Œil sont rachetés au Tribunal de commerce de Paris par Jean Christophe Castelain et les éditions Art Clair qui reprennent leur publication.
De 2002 à 2005 il est directeur général adjoint de Capgemini, une entreprise IT employant 15 000 collaborateurs. De 2005 à 2006, il est Directeur Général délégué du groupe ESR, Société de services en Ingénierie Informatique, cotée à la bourse de Paris.
Hautboïste, il devient en 2005 membre du Conseil de surveillance de Buffet Crampon, leader dans la fabrication d’instruments à vent à la suite de son rachat par le fonds d’investissement Argos Soditic. Il prend les rênes du groupe en novembre 2007. Il peut ainsi conjuguer son expérience managériale et sa passion pour la musique, en servant la grande tradition française de fabrication d’instruments professionnels. Créé en 2012, Buffet Group, implanté en France, Allemagne, États-Unis, Japon et Chine compte à cette date 750 salariés, et réalise un chiffre d’affaires de 67 millions d’euros dont 94 % à l’international . Le groupe fabrique 60 000 instruments de musique par an sous les marques Buffet Crampon, Besson, B&S, Antoine Courtois, Hans Hoyer, J. Keilwerth, Meinl Weston, Scherzer and W. Schreiber. De 2011 à 2014, Antoine Beaussant est vice-président de la CSFI Musique (Chambre Syndicale de la Facture Instrumentale), président de la CAFIM (Confédération des Industries Musicales en Europe, chambre syndicale européenne), et vice-président de la Chambre syndicale Allemande.
En janvier 2015, il devient président de Peugeot Saveurs (anciennement Poivrières Salières Production), reconnue sur le secteur des arts de la table pour ses moulins à poivre, à sel et à épices.
Parallèlement à ses fonctions de chef d’entreprise, il est nommé de 1992 à 2000 par le ministre de l’Industrie, membre du Conseil Supérieur de la télématique, autorité administrative chargée de la régulation du secteur. En 1996, il est chargé par le gouvernement d’une mission officielle sur la régulation de l’internet en France et signe le rapport « Charte de l’Internet ». De 2001 à 2008, il est nommé membre du Conseil des Ventes Volontaires, autorité de régulation des commissaires priseurs en France. Il est aujourd’hui président du Conseil de développement de la Communauté d’agglomération de Mantes en Yvelines.

## Distinctions
En 2004, Antoine Beaussant est nommé chevalier de la Légion d’Honneur par le Premier MinistreJean-Pierre Raffarin.